# Crosby-on-Eden
Crosby-on-Eden eller Crosby upon Eden är en ort i civil parish Stanwix Rural, i grevskapet Cumbria i England. Orten är belägen 6 km från Carlisle. Crosby upon Eden var en civil parish fram till 1934 när blev den en del av Stanwix Rural och Wetheral. Parish hade 238 invånare år 1931.